# Harpalus antiphon
Harpalus antiphon är en skalbaggsart som beskrevs av Thomas Casey. Harpalus antiphon ingår i släktet Harpalus och familjen jordlöpare. Inga underarter finns listade i Catalogue of Life.